# CrisBerry
CrisBerryl (вимовляється Крісбері) — молода італійська компанія, виробник одягу, заснована Крістель Каррізі  дочкою відомого італійського співака Аль Бано Каррізі. Штаб-квартира знаходиться в Челліно Сан Марко , Апулія , Італія.

## Історія
Компанія заснована у 2011 році.

## Власники і керівництво
CrisBerry є приватною компанією. Головний дизайнер Крістель Каррізі.

## Діяльність
Компанія CrisBerry була створена для виробництва молодіжного одягу, проте через короткий період часу перейшла на пошиття лише купальних костюмів в основному для дітей, хоча і присутня певна кількість молодіжних моделей.
У жовтні 2012, дитяча колекція була представлена на  Lecce Fasion Weekend.